# Gymnotus refugio
Gymnotus refugio es una especie de pez gimnotiforme de agua dulce del género Gymnotus, de la familia de los gimnótidos, cuyos integrantes son denominados comúnmente morenas. Se distribuye en ambientes acuáticos subtropicales del nordeste del Cono Sur de Sudamérica. 

## Taxonomía
Esta especie fue descrita originalmente en el año 2016 por los ictiólogos Julia Giora y Luiz Roberto Malabarba.

## Morfología
Puede diferenciarse de la mayoría de los otros miembros del grupo de especies Gymnotus pantherinus por particularidades de su patrón de coloración. De G. capitimaculatus y G. pantherinus se distingue por diferencias en caracteres morfométricos y merísticos.

## Distribución y hábitat
Esta especie se distribuye de manera endémica en cursos fluviales subtropicales de cuencas hidrográficas costeras con pendiente del Atlántico del sur de Brasil, en el sector oriental de los estados de Río Grande del Sur y Santa Catarina. Es el taxón con distribución más austral del grupo de especies Gymnotus pantherinus.

## Conservación
Sus descubridores recomendaron que este pez sea clasificado como una especie “en peligro”,  según los lineamientos que promueve la organización internacional dedicada a la conservación de los recursos naturales Unión Internacional para la Conservación de la Naturaleza (IUCN), entidad encargada de confeccionar la obra: Lista Roja de Especies Amenazadas. 